# شان اوبویل
شان مایکل اوبویل (زاده ۱۹۶۳) آهنگساز و رهبر ارکستر استرالیایی است.
سمفونی رودخانه او توسط ارکستر کوئینزلند اجرا شد و در سال ۲۰۰۷ در برنامه کلاسیک ای‌بی‌سی بر روی سی دی منتشر شد که شامل کنسرتو برای Didgeridoo با آهنگسازی و ضبط ویلیام بارتون بود. سمفونی رودخانه در ۱۰۰ سمفونی کلاسیک بنگاه خبررسانی استرالیا در رتبه ۸۵ قرار گرفت و کنسرتو برای Didgeridoo در ۱۰۰ اثر برتر قرن بیستم کلاسیک استرالیا در رتبه ۸۷ قرار گرفت.
اوبویل به دلیل «خدمت قابل توجه به موسیقی به عنوان آهنگساز، رهبر ارکستر، نوازنده، مجری و کارگردان موسیقی» در مراسم افتخارات روز استرالیا در سال ۲۰۱۵ موفق به دریافت نشان استرالیا شد.

## حرفه شغلی
اوبویل برای هنرمندان بسیاری از جمله ایولین گلنی، آدام لوپز، جیمز موریسون، ویتلامز، تامی امانوئل، کیت سبرانو، ایوان کنی، تدی تاهو رودز، دیوید هابسون، کمپبی لی و دیوید هابسون، کمپبی لی، موسیقی‌های بسیاری ساخته و رهبری کنسرت را به عهده داشته است، او همکاری بسیاری با این موسیقدانان داشته است.
او دو بار جایزه دست‌نوشته طلایی رادیو ای‌بی‌سی را برای آهنگسازی دریافت کرده است و پروژه‌هایش نامزدی و جوایز متعددی از جوایز موسیقی ای‌آرآی‌ای دریافت کرده‌اند.
در سال ۲۰۱۴ اوبویل به عنوان تنظیم کننده اصلی و آهنگساز ارکستر کوئینزلند پاپ منصوب شد.
در سال ۲۰۱۴، دام ایولین گلنی اولین نمایش جهانی کنسرتو سازهای کوبه ای خود را که با نام پرتره عشق جاودانه شناخته می‌شد با ارکستر سمفونیک تاکوما به سرپرستی سارا ایوانیدس اجرا کرد.
از سال ۲۰۱۱ تا ۲۰۱۷ او به عنوان هنرمند در اقامتگاه کالج موراویان در بیت لحم پنسیلوانیا اقامت داشت.
اوبویل از سال ۲۰۱۷ تا ۲۰۱۹ مدیر هنری موسیقی دانشگاه ساحل آفتاب بود و در آنجا برنامه موسیقی خودش را افتتاح و طراحی کرد.
از سال ۲۰۲۰ او در لندن زندگی می‌کند و در یک پروژه بزرگ تئاتر موزیکال کار می‌کند.

## جوایز و نامزدی‌ها

### جوایز موسیقی APRA
| سال  | آثار نامزد شده                                       | جایزه                     | نتیجه    |
| ---- | ---------------------------------------------------- | ------------------------- | -------- |
| ۱۹۹۹ | "فیر آن باتا" با رایلی لی و ارکستر سمفونیک کوئینزلند | پر اجراترین کارهای کودکان | نامزدشده |

### جوایز موسیقی آریا
| سال  | آثار نامزد شده                                                             | جایزه               | نتیجه    |
| ---- | -------------------------------------------------------------------------- | ------------------- | -------- |
| ۲۰۰۱ | جورج با ارکستر با جورج اسپارتلز و ارکستر فیلارمونیک کوئینزلند ملاقات می‌کند | بهترین آلبوم کودکان | نامزدشده |
| ۲۰۰۲ | سمفونی لالایی‌ها با ارکستر سمفونیک تاسمانی                                  | بهترین آلبوم کودکان | نامزدشده |
| ۲۰۰۵ | ساکت کن عزیزم                                                              | بهترین آلبوم کودکان | نامزدشده |